# Grand Lidingö
Grand Lidingö är en biograf som ligger vid  Lejonstigen 5 i kommundelen Hersby i Lidingö kommun. Nuvarande Grand invigdes hösten 1993 i Lidingö centrum och är kommunens enda biograf.

## Historik
Som mest hade Lidingö fyra biografer. En av de första hette Vasabiografen som drevs av bland annat av AB Svensk Talfilm och låg mellan 1923 och 1962 i Vasaborgen mittemot Lidingö centrum.
Det fanns även en föregångare till biografen Grand med samma namn, den låg på Friggavägen 24 intill gamla posten som hade adress Friggavägen 22. Salongen fanns i en separat byggnad bakom huset som var ett flerbostadshus. Gamla Gand revs i början av 1990-talet i samband med bygget för nya Lidingö centrum. Gamla posthuset fick vara kvar och integrerades i den ny centrumbebyggelsen. På gamla Grands plats ligger numera Systembolaget.

## Nuvarande Grand
Nuvarande Grand Bio invigdes hösten 1993. Det finns två salonger med 106 respektive 20 platser. Sedan 1994 drivs den av SF Bio. Under 2010 spelades 1 928 föreställningar med 33 714 i publiken och 2014 spelades 2 193 föreställningar med 41 192 i publiken.